# Santa Cruz Recreativo EC
Santa Cruz Recreativo EC is een Braziliaanse voetbalclub uit Santa Rita in de staat Paraíba.

## Geschiedenis
De club opgericht in 1939. De club nam deel aan de Série C in 1994 en 1995. De club won de staatstitel in 1995 en 1996.
In 2009 werd de club voor de tweede keer staatskampioen.

## Erelijst
Campeonato Paraibano
1995, 1996